# دولی اختر
دولی اختر (به انگلیسی: Doli Akhter) (زادهٔ ۱۵ ژانویهٔ ۱۹۸۶) شناگر اهل بنگلادش است.